# Snooker Shoot-Out 2013
Das Betfair Snooker Shoot-Out 2013 war ein Snookerturnier der Saison 2012/13, das vom 25. bis 27. Januar 2013 im Tower Circus in Blackpool ausgetragen wurde.
Titelverteidiger Barry Hawkins scheiterte im Viertelfinale mit 38:58 an Stephen Maguire.
Im Finale setzte sich Martin Gould mit 104:0 gegen Mark Allen durch.

## Preisgeld
|                 | Preisgeld |
| --------------- | --------- |
| Sieger          | 32.000 £  |
| Finalist        | 16.000 £  |
| Halbfinalist    | 8.000 £   |
| Viertelfinalist | 4.000 £   |
| Achtelfinalist  | 2.000 £   |
| Letzten 32      | 1.000 £   |
| Letzten 64      | 500 £     |
| Höchstes Break  | 2.000 £   |
| Insgesamt       | 130.000 £ |

## Regeländerungen
- Gegenüber dem Vorjahresturnier wurde der Countdown um jeweils 5 Sekunden verkürzt: Während der ersten fünf Minuten von 20 auf 15 Sekunden und während der zweiten fünf Minuten von 15 auf 10 Sekunden.
- Der jeweils aktuelle Turnierfavorit trug ein gelbes Polohemd. Während Ding Junhui (1. Runde) und Mark Selby (2. Runde) ihr erstes Spiel „in Gelb“ verloren, gelang es Mark Allen als erstem Spieler, dem Favoritenstatus gerecht zu werden, indem er sein erstes Spiel „in Gelb“ – die Achtelfinalpartie gegen Dominic Dale – gewann. Nach zwei weiteren Siegen musste sich Allen im Finale dann Martin Gould geschlagen geben.

## Ergebnisse
Alle Zeitangaben Ortszeit (UTC)

### 1. Runde
| - Freitag, 25. Januar, 18:00 - Steve Davis 42:45 Barry Hawkins - Mark Williams 73:0 Mike Dunn - Tom Ford 11:63 Mark Allen - Stuart Bingham 8:84 Anthony Hamilton - Joe Perry 17:64 Michael White - Marcus Campbell 63:1 Matthew Stevens - Graeme Dott 17:58 Matthew Selt - Adam Duffy 35:61 Jack Lisowski - David Gilbert 43:48 Ricky Walden - Jamie Jones 67:9 Mark King - Peter Ebdon 6:31 Dominic Dale - Robert Milkins 43:30 Allister Carter - Jamie Burnett 10:54 Michael Holt - Jimmy White 36:69 Thepchaiya Un-Nooh - Paul Davison 14:50 Ben Woollaston - Alan McManus 61:13 Fergal O’Brien | - Samstag, 26. Januar, 12:00 - Mark Selby 125:0 Ken Doherty - Nigel Bond 44:40 Cao Yupeng - Ding Junhui 1:115 Robbie Williams - Mark Davis 52:29 Yu Delu - Liang Wenbo 32:47 Stephen Maguire - Aditya Mehta 46:51 Mark Joyce - Tian Pengfei 61:65 Jimmy Robertson - Peter Lines 96:1 John Higgins - Kurt Maflin 71:14 Jamie Cope - Martin Gould 49:45 Rory McLeod - Shaun Murphy 29:64 Liu Chuang - Dave Harold 67:0 Rod Lawler - Gerard Greene 80:42 Alfie Burden - Andy Hicks 40:52 Andrew Higginson - Anthony McGill 101:11 Barry Pinches - Xiao Guodong 0:62 Ryan Day |

### 2. Runde
| - Samstag, 26. Januar, 18:00 - Michael Holt 40:31 Ryan Day - Anthony Hamilton 8:67 Jimmy Robertson - Mark Williams 45:37 Jamie Jones - Jack Lisowski 48:41 Robbie Williams - Mark Davis 16:57 Kurt Maflin - Liu Chuang 58:18 Ricky Walden - Mark Joyce 1:61 Martin Gould - Mark Allen 65:8 Peter Lines | - Samstag, 26. Januar, 18:00 - Nigel Bond 67:33 Mark Selby - Barry Hawkins 73:1 Anthony McGill - Dave Harold 61:36 Gerard Greene - Alan McManus 41:42 Thepchaiya Un-Nooh - Marcus Campbell 17:61 Dominic Dale - Robert Milkins 29:45 Andrew Higginson - Ben Woollaston 33:82 Michael White - Stephen Maguire 59:30 Matthew Selt |

### Achtelfinale
| - Sonntag, 27. Januar, 14:00 - Mark Allen 92:15 Dominic Dale - Kurt Maflin 71:20 Thepchaiya Un-Nooh - Jack Lisowski 7:69 Michael Holt - Andrew Higginson 60:15 Liu Chuang | - Sonntag, 27. Januar, 14:00 - Nigel Bond 24:88 Martin Gould - Jimmy Robertson 8:106 Mark Williams - Barry Hawkins 43:39 Michael White - Dave Harold 1:32 Stephen Maguire |

### Viertelfinale
| - Sonntag, 27. Januar, 19:00 - Andrew Higginson 28:45 Martin Gould - Barry Hawkins 38:58 Stephen Maguire | - Sonntag, 27. Januar, 19:00 - Mark Allen 62:13 Kurt Maflin - Mark Williams 28:36 Michael Holt |

### Halbfinale
- Sonntag, 27. Januar, 19:00[6]
  -  Stephen Maguire 53:60  Mark Allen
  -  Michael Holt 6:77  Martin Gould

### Finale
- Sonntag, 27. Januar, 19:00[6]
  -  Mark Allen 0:104  Martin Gould

## Century-Breaks
Das einzige Century-Break erzielte Mark Selby in Runde 1.
| Mark Selby | 125 |